# 圣菲尔贝迪珀普勒
圣菲尔贝迪珀普勒（法語：Saint-Philbert-du-Peuple，法語發音：[sɛ̃ filbɛʁ dy pœpl] ⓘ）是法国曼恩-卢瓦尔省的一个市镇，属于索米尔区。

## 地理
圣菲尔贝迪珀普勒（47°23'35"N, 0°2'39"W）面积16.38 平方千米，位于法国卢瓦尔河地区大区曼恩-卢瓦尔省，该省份为法国西部内陆省份，大致对应安茹地区，北起顺时针与马耶讷省、萨尔特省、安德尔-卢瓦尔省、维埃纳省、德塞夫勒省、旺代省、大西洋卢瓦尔省和伊勒-维莱讷省接壤。
与圣菲尔贝迪珀普勒接壤的市镇（或旧市镇、城区）包括：布卢、隆盖-瑞梅勒、穆利埃讷、韦尔南特。

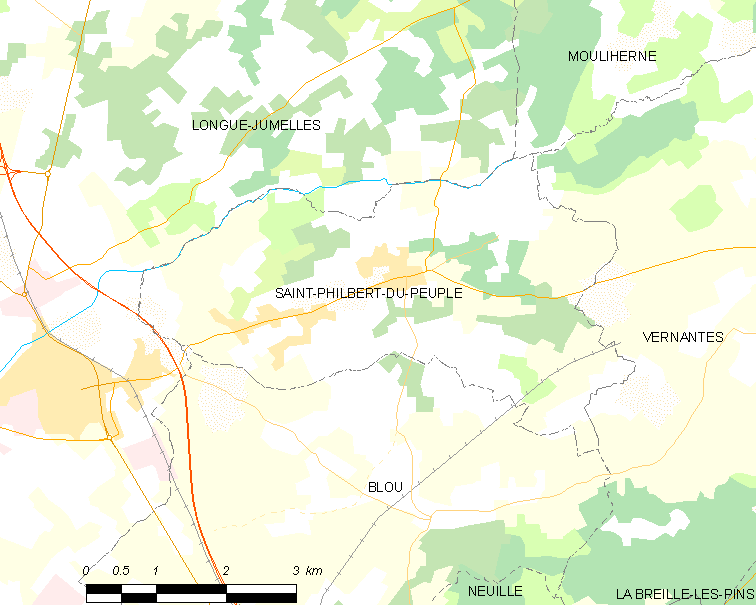
圣菲尔贝迪珀普勒的OSM定位图

圣菲尔贝迪珀普勒的时区为UTC+01:00、UTC+02:00（夏令时）。

## 行政
圣菲尔贝迪珀普勒的邮政编码为49160，INSEE市镇编码为49311。

## 政治
圣菲尔贝迪珀普勒所属的省级选区为隆盖-瑞梅勒县。

## 人口

1962-2008年间圣菲尔贝迪珀普勒人口变化图示

圣菲尔贝迪珀普勒于2022年1月1日时的人口数量为1319人。